# Tom Henderson
Tom Henderson, född 26 januari 1952 i Newberry, South Carolina, är en amerikansk idrottare som tog OS-silver i basket 1972 i München. Detta var USA:s första silver tillika första förlorade guldmedalj i herrbasket i olympiska sommarspelen. Han avslutade sin karriär i Houston Rockets i NBA.